# لوكاس لانغ
لوكاس لانغ (بالألمانية: Lukas Lang)‏ هو لاعب هوكي الجليد ألماني، ولد في 27 يوليو 1986 في برنو في التشيك.

## وصلات خارجية
- لوكاس لانغ على موقع EliteProspects.com (الإنجليزية)
- لوكاس لانغ على موقع Eurohockey.com (الإنجليزية)
- لوكاس لانغ على موقع HockeyDB.com (الإنجليزية)